# Dobrohorșcea, Hmelnîțkîi
Dobrohorșcea (în ucraineană Доброгорща) este un sat în comuna Hvardiiske din raionul Hmelnîțkîi, regiunea Hmelnîțkîi, Ucraina.

## Demografie
Componența lingvistică a localității Dobrohorșcea
     Ucraineană (98,89%)
     Rusă (1,11%)
Conform recensământului din 2001, majoritatea populației localității Dobrohorșcea era vorbitoare de ucraineană (98,89%), existând în minoritate și vorbitori de rusă (1,11%).